# Osud (Star Trek: Stanice Deep Space Nine)
Osud (v anglickém originále Destiny) je v pořadí patnáctá epizoda třetí sezóny seriálu Star Trek: Stanice Deep Space Nine.
Společná federačně-cardassijská mise ke zřízení komunikačního vysílače na druhé straně červí díry je komplikována prastarým bajorským proroctvím o zkáze.

## Příběh
Na stanici Deep Space Nine má přiletět skupinka cardassijských vědkyň, jejichž úkolem je ve spolupráci s Federací zřídit subprostorový vysílač, který má poprvé umožnit komunikaci s Gamma kvadrantem skrz bajorskou červí díru. Vede Yarka však přijde říct komandéru Siskovi, že prastaré Trakorovo třetí proroctví varuje, že spolupráce s Cardassiany přinese pouze katastrofu. Proroctví říká: „Až procitne řeka zas plynoucí k městu Janir, tři zmije se navrátí do hnízda na obloze. Až zmije zkusí nahlédnout do chrámových bran, na obloze se zjeví hvězdný meč, chrám lehne popelem a brány se úderem rozletí.“
Sisko je k vedekovu výkladu 3000 let starého textu skeptický a oznámí, že komunikace s Gamma kvadrantem je až příliš důležitá na to, aby byl projekt zastaven. Navíc mají přiletět pouze dvě Cardassianky, nikoliv „tři zmije“, jak bylo předpovězeno. Jenže po příletu vědkyně oznámí, že se k nim brzy připojí ještě jedna kolegyně. Siska to z míry nevyvede, ale major Kira se začne obávat. Následně objeví kometu – podle Kiry onen „hvězdný meč“. Nicméně vysílač je spuštěn a začne jeho testování.
Při druhé zkoušce nastanou problémy. Gravitace červí díry se trojnásobně zvýší, čímž k sobě přitáhne kometu. Pokud by vstoupila do díry, silithium v jejím jádru by mohlo způsobit řetězovou reakci, což by červí díru, bajorský nebeský chrám, navždy zničilo. Zdá se tak, že Trakorovo proroctví se stává skutečností.
Sisko použije modifikované phasery Defiantu k palbě na kometu v pokusu, že ji zničí. Ta se však pouze rozpadne na tři kusy, přičemž všechny stále míří k červí díře. Jednu z cardassijských vědkyň napadne vytvořit suprostorové pole, které by obklopilo fragmenty komety a izolovalo tak silithium uvnitř díry. Plán vyjde, trocha silithia však v červí díře stejně unikne. Výsledek tohoto úniku je ale nakonec překvapivý. Silithiové subprostorové vlákno skrz celou červí dírou vytvořilo komunikační spojení s vysílačem v Gamma kvadrantu.
Kira si uvědomí, že celé proroctví se naplnilo. Tři zmije byly ve skutečnosti tři fragmenty komety, nikoliv Cardassianky. Silithium donutilo červí díru nechat otevřené spojení pro subprostorové zprávy, brány chrámu tak se již nikdy zcela nezavřou. Sisko konečně souhlasí: Trakor toto vše zapsal, neboť to viděl ve zjeveních. Zpátky na stanici vedek Yarka částečně odhaluje Siskovi Trakorovo čtvrté proroctví, ve kterém se říká, že „Vyslanec bude čelit kruté ohnivé zkoušce“ a které by se mělo brzy vyplnit.

## Zajímavosti
- Model komunikačního vysílače v Gamma kvadrantu byl již dříve použit v celovečerním filmu Star Trek: Generace jako observatoř Amargosa.